# Pseudomeloe miniaceomaculatus
Pseudomeloe miniaceomaculatus is een keversoort uit de familie van oliekevers (Meloidae). De wetenschappelijke naam van de soort is voor het eerst geldig gepubliceerd in 1846 door Blanchard.